# Stworzenie ludzi według Słowian
Stworzenie ludzi – zespół mitów ludów słowiańskich o pochodzeniu, stworzeniu człowieka. Oryginalna pogańska narracja mitologiczna nie zachowała się, a utrwalone mity antropogoniczne w folklorze w dużej mierze powtarzają biblijny mit o stworzeniu człowieka. Jednocześnie możliwa jest rekonstrukcja mitologii słowiańskiej.

## Ludzie z ziemi
U Słowian południowych zachował się folklorystyczny pogląd, że pierwsi ludzie wyrośli z ziemi jak grzyby. Najwięcej poświadczeń, co najmniej 13, pochodzi z terenów północno-zachodniej Bułgarii, spisane w latach 1988–1999, jeden wywodzi się z Macedonii. Fragment zapisu etnograficznego wykonanego w wiosce Leskowec w 1989 roku:

Adam i Ewa kiedyś powstali od grzybów i stworzyli ten świat. Z grzybów, z ziemi… Wyrośli jak grzyby. A z tych dwóch grzybków – jeden chłopiec i jedna dziewczynka… I począł naród rosnąć… A od baby Ewy i dziada Adama są te dzieci. A naród zaczyna rosnąć: dziś, jutro i jutro – i rośnie… Z grzybów. Tak słyszałam, że z grzybów, z ziemi wykiełkowali – powstaje na zawsze pokolenie.

Inny fragment:

… człowiek został stworzony z grzyba. Wyrosły dwa grzyby. A jeden był mężczyzną, jeden kobietą, a potem stworzyli pokolenie. I założyli wioskę między dwiema górami. Wieś została założona i […] świat stworzony. Z pokolenia na pokolenie… Wyrośli z ziemi, z dołu. Człowiek – z grzyba. Więc nasza babcia powiedziała nam, że człowiek został stworzony z grzybów.

Istnieją także warianty, mówiące o stworzeniu olbrzymów, krasnoludów i ludzi. Pierwszy pochodzi z Bułgarii. Zgodnie z nim pierwszym pokoleniem ludzi były welikany (olbrzymy), które wyrosły jak grzyby i wyginęły. Drugim pokoleniem były piędźimęże (krasnoludy), które miały długie brody i wyginęły. Potem pojawiło się trzecie pokolenie, stworzone przez Boga, o średnim wzroście. Podobny mit poświadczono w Macedonii, gdzie Bóg kazał pojawić się ludziom, którzy wyrośli z ziemi jak grzyby i byli welikanami, ale zostali wytępieni przez Boga. Następnie stworzył karzełki, wzrostu w piędź, brody w łokieć, ale ci także wyginęli. Ostatecznie stworzył współczesnych ludzi, średniego wzrostu.
Zachodniosłowiańskim przekazem jest tekst Czy można zaprzeczyć Bogu? z 1875 Jana Podlahy, czeskiego pisarza i proboszcza ze wsi Stálce niedaleko miasta Tabor, który był polemiką z procesem ewolucji zaproponowanym przez Charlesa Darwina. Fragment:

Więc skąd się wziął człowiek…? Czy wyrósł z ziemi jak grzyb po ciepłym deszczu, czy wyszedł z ziemi na powierzchnię…? To nie mogło się stać i na pewno się nie wydarzyło, ponieważ nawet teraz ludzie musieliby wyrastać z ziemi… Poza tym, gdyby nawet pierwsi ludzi mogli wyrosnąć, jakby siły natury mogły wiedzieć, że mężczyzna i kobieta będą potrzebni do rozmnażania ludzi, i że w związku z tym wyrzucą mężczyznę i kobietę z ziemi i dadzą im zdolność do rozmnażania? Nawet niewierzący już nie wierzą w to, aby ludzie z ziemi wyrośli.

Źródła etnograficzne z XIX w. nie wspominają o takich przekazach, Podlaha nie wzorował się więc na tekstach etnologów, lecz na wiedzy potocznej, na podstawie tego, w co wierzono na czeskiej prowincji w XIX w. Według Łuczyńskiego dowodzić ma tego partykuła już, która sugeruje, że wierzenie o wyrośnięciu z ziemi jak grzyb krążyło do niedawna wśród niektórych jego parafian.
Wschodniosłowiańskim poświadczeniem tego mitu może być fragment powieści Na siłę nic nie poradzisz: z czym się urodziłeś, z tym i umrzesz (ukr. Проти сили не попреш; з чим родився, з тим і вмреш), XIX-wiecznego ukraińskiego pisarza Anatolija Swydnyckiego. Fragment:

– To ja, mówisz, wyrosłem z ziemi jak grzyb, a ty masz matkę hmmm! – matkę… A czy reszta chłopców ma mamę? – Mają i oni – odpowiedział chłopiec.

[…]

Tak też zrobił i uwierzył, że pany z ziemi wyrastają jak grzyby, ale ludzie nie – mają wcześniej jakąś matkę. I ona gdzieś ich zabiera, żeby panom miał kto posługiwać.

Mimo że mit ten pojawia się w literaturze pięknej, to ma on pochodzenie ludowe; Swydnycki oprócz tego, że był pisarzem, był także folklorystą i prawdopodobnie odwołuje się do nieznanego przekazu ludowego. Według Michała Łuczyńskiego słowo pany odnosi się tutaj do Polaków, a tekst może mieć charakter ośmieszający, żartobliwy lub ironiczny i przedstawia Polaków jako sieroty, tzn. ludzi bez matek, co sugerować miało ich gorsze pochodzenie.
Możliwym poświadczeniem białoruskim jest legenda o pochodzeniu Białorusinów zanotowana na Łotwie: „I lasy, i trawy, i zwierzęta, i ryby, a potem zjawił się i człowiek: czy on skądś przyszedł, czy wyrósł tutaj“.
Według Łuczyńskiego ten mit antropogeniczny jest dla Słowian podstawowym i prasłowiańskim. Sam motyw (A1234 w indeksie motywów literatury ludowej) jest rozpowszechniony wśród różnych ludów świata, a w szczególności wśród Indoeuropejczyków, np. u Indoirańczyków, u Ormian, u Greków (w Arkadii, Attyce, Beocji), u Pelazgów i u Germanów. Na podstawie innych poświadczeń indoeuropejskich Łuczyński stwierdza, że mit o ludzkości wyrastającej z ziemi ma pochodzenie praindoeuropejskie. Rekonstruuje więc praindoeuropejską semantykę „(pierwszy) człowiek wyrasta z ziemi”, „ludzie (rodzą się) jak rośliny (warzywa – w tradycji greckiej, rabarbar – w tradycji perskiej)“. Wariant słowiański różniłby się od innych tradycji indoeuropejskich tym, że ludzie wyrośli jak grzyby, a nie jak warzywa, co wskazuje na środowisko leśne, w jakim przekształcił się ten mit. Rekonstruuje także słowiańskie motywy w następujący sposób: ludzie powstają z ziemi → pierwsza ludzka para → pierwsza ludzka para żyje w niewinności → kazirodztwo brata i siostry → potomstwo pierwszych rodziców – choć nie wszystkie te motywy zostały poświadczone w folklorze.
Imiona pierwszych ludzi w religii Słowian nie zachowały się. Dla mitologii praindoeuropejskiej rekonstruuje się imię *Ym̥Hós, które dałoby słowiańskie imię męskie Im, partnerka nazywałaby się zaś Ima (prasł. ‎*Jьmъ, ‎*Jьma).

## Człowiek z różnych części świata
W apokryfie Powieść o stworzeniu Adama przez Boga pierwszy człowiek jest opisany jako stworzony z ośmiu części świata: ciało z ziemi, kości z kamieni, krew z morza, oczy ze słońca, myśli z chmury, „światło ze światła”, oddech z wiatru, ciepło z ognia. Gołębia księga opowiada podobną historię: umysł od Chrystusa, myśli z chmur, „świat-ludzie” od Adama, kości z kamienia, ciało z ziemi, krew z wody morskiej. Taka apokryficzna historia jest powszechna wśród Rosjan i Bułgarów i ma klasyczne lub praindoeuropejskie korzenie. Zgodnie z mitem praindoeuropejskim świat został stworzony w wyniku rozczłonkowania boskiego antropomorficznego stworzenia lub byka.

## Ludzie z potu
Najstarsza historia antropogoniczna zawarta jest w zapisie Powieści minionych lat pod rokiem 1071, gdzie opowiadają ją zbuntowani wołchwowie. Sam bunt datuje się na koniec 1073 – początek 1074 lub jesień 1076 roku. Według Powieści, dwoje wołchwów pojawiło się w czasie złych zbiorów i głodu, ogłaszając ludziom, że znają przyczyny klęsk. Przybywając do dużych osad z funkcjami administracyjnymi, pohostów, wykonywali specjalne czynności rytualne. Twierdzili, że „najlepsze żony” ukrywają chleb, miód, ryby i futra. Ludzie przyprowadzali do nich swoje siostry, żony i matki, a wołchwowie zabijali je, wykonując nacięcie za ramieniem i dosłownie wyjmując z ich ciał żądane zapasy. Zebrali więc wokół siebie 300 osób i udali się w dół dwóch rzek do Białoozierska. W Białooziersku doszło do potyczki między zwolennikami wołchwów a oddziałem Jana Wyszatycza, protegowanego księcia Światosława Jarosławicza, który zbierał tam daninę. Podczas potyczki w oddziale zginął ksiądz, a Jan Wyszatycz rozkazał pojmać wołchwów. Schwytawszy wołchwów, Jan próbuje dowiedzieć się, kim są i dlaczego zabili tak wielu ludzi. Ci odpowiedzieli, że rezultatem będzie obfitość, ponieważ zabici chowali zapasy, co wołchwowie chcieli zademonstrować. Jan odpowiada, że to kłamstwo i że w człowieku nie ma nic poza kośćmi i żyłami, a Bóg stworzył człowieka z ziemi. Wołchwowie odpowiadają:

„My wiemy, jak jest człowiek stworzony”. On zaś rzekł: „Jak?” Oni zaś rzekli: „Bóg mył się w łaźni i spocił się, otarł się wiechciem i wyrzucił z niebios na ziemię. I spierał się szatan z Bogiem, komu z wiechcia stworzyć człowieka. I stworzył diabeł człowieka, a Bóg duszę w niego włożył. Dlatego, jeśli umrze człowiek, w ziemię idzie ciało, a dusza do Boga”. Rzekł do nich Jan: „Zaiste opętał was bies: w jakiego Boga wierzycie?” Oni zaś rzekli: „W Antychrysta”. On zaś rzekł do nich: „A gdzie on jest?” Oni zaś rzekli: „Siedzi w otchłani”. Rzekł do nich Jan: „Jakiż to Bóg, jeśli siedzi w otchałni? To jest bies, a Bóg jest na niebiosach, siedzi na tronie, sławion od aniołów, którzy stoją przed Nim ze strachem, niemogąc nań spoglądać.“ 

Podanie kronikarskie sięga bezpośrednio do historii Jana Wyszaticza. Bunt ten jest podobny do buntu w Suzdalu, opisanego w kronice w 1024 r., kiedy to wołchwowie mieli do czynienia ze „starą czeladzią”, która „trzyma obfitość”. Środowisko badaczy sugeruje kilka możliwych źródeł przedstawień wołchwów: tradycyjne pogaństwo, chrześcijańskie kaznodziejstwo przekształcone w umysłach mieszkańców Rusi lub herezja bogomilska przywieziona do Rusi z Bułgarii.
Część badaczy przychyla się do opinii, że rewolta miała miejsce w środowisku ugrofińskim lub mieszanym, a wołchwowie byli pochodzenia ugrofińskiego lub ulegli się pod wpływom mitologii ugrofińskiej. Sama rebelia miała miejsce na ziemi rostowskiej na północy Rusi, w pobliżu ludów ugrofińskich. Idea ugrofińskiego pochodzenia wołchwów pojawiła się w pierwszej połowie XIX wieku, zwłaszcza po publikacji Oczerki Mordwy etnografa Pawieła Mielnikowa-Pieczerskiego, po której większość naukowców zaczęła popierać wersję ugrofińską. W Oczerkach Mielnikow odnotował następujący rytuał Mordwinów: specjalni zbieracze chodzili po domach w mordwińskiej wiosce, a na progu domów spotykali nagie do pasa kobiety, które odwracając się do nich plecami, rzucały im przez ramię worki z różnymi przekąskami. Zbieracze rozcięli worki nożami i podczas odmawiania modlitw dźgnęli kobiety pięć razy w plecy. Następnie zabrali worki z zaopatrzeniem. Procedura opisana przez Mielnikowa mocno przypomina fragment z Powieści. Mielnikow zapisał również mordwiński mit antropogoniczny: Szatan myślał o stworzeniu człowieka i użył do tego celu gliny, piasku i ziemi z siedemdziesięciu siedmiu krajów, ale nie mógł nadać człowiekowi niezbędnego wizerunku, formując z materiału kształty różnych zwierząt. Następnie powiedział do ptaka-myszy: leć do łaźni Czam-Pasa na Niebie. Tam na gwoździu wisi ręcznik, którym wyciera się w bani. Zrób gniazdo na jednym końcu ręcznika, tak aby spadł. Ptak-mysz właśnie tak zrobiła. Zrobiła gniazdo i złożyła w nim jaja, z których wykluły się pisklęta. Ręcznik stał się ciężki na jednym końcu i spadł na Ziemię. Szatan podniósł ręcznik i wytarł nim mężczyznę, który przybrał postać boga. Szatan chciał ożywić mężczyznę, ale nie mógł. Wtedy przyszedł Czam-Pas i kazał mu się wynosić i sam chciał ożywić mężczyznę. Ale Szatan zaczął się opierać, ponieważ stworzył ciało. Zaczęli się kłócić i Czam-Pas zasugerował Szatanowi podzielenie człowieka. Dusza, którą umieściłby Czam-Pas, trafiłaby do niego po śmierci mężczyzny, a ciało trafiłoby do Szatana na ziemi. Ponieważ Czam-Pas był silniejszy od Szatana, ten w końcu się zgodził.
Folklorysta Aleksandr Afanasjew krytycznie postrzegał ideę ugrofińskiego pochodzenia wołchwów i ich mitów. Z jego punktu widzenia wołchwowie pojawili się na północy w wyniku tego, że na tym obszarze, oddalonym od centrum chrześcijaństwa, Kijowa, wciąż żywe były pogańskie wierzenia. Zakwestionował również zbieżność z rytuałem opisanym przez Mielnikowa: w rytuale mordowskim dźgnięcie nożem było jedynie działaniem symbolicznym, podczas gdy kronika mówi o prawdziwej przemocy wobec kobiet. Według filologa Igora Bessonowa, mit mordowski może jedynie wskazywać na wiarygodność informacji zawartych w Powieści, ale nie może być argumentem na rzecz niesłowiańskiego pochodzenia.
W 1861 r. historyk Afanasij Szczapow prawdopodobnie jako pierwszy zaproponował tezę, że wierzenia wołchwów odzwierciedlały dualistyczne wierzenia religijne, takie jak gnostycyzm, manicheizm i bogomilizm. Szczapow bezpośrednio powiązał mit bogomilów z antropogonicznym mitem Powieści, który pojawił się w związku z rozprzestrzenianiem się apokryfów w Rusi. Późniejsi badacze wielokrotnie odnosili się do tej tezy, deklarując, że wołchwowie znajdowali się pod wpływem bogomiłów lub sami byli bogomiłami. Zgodnie z bogomilskim poglądem opisanym w Panoplia bizantyjskiego teologa i egzegety z końca XI – początku XII wieku Eutymiusza Zygabena, świat materialny jest dziełem innego boga – boga zła, w przeciwieństwie do świata duchowego stworzonego przez dobrego Boga. Według tej doktryny Szatan stworzył Adama, ale nie mógł go ożywić. Następnie z resztek wilgoci i powietrza stworzył węża, który udał się do Boga i poprosił go o ożywienie Adama. Szatan obiecuje, że człowiek będzie należał do nich obu, a Bóg tchnie w niego życie, co wyjaśnia dwoistość ludzkiej natury.
W późniejszym czasie jednoczesne powiązanie legendy opowiadanej przez wołchwów z bogomilizmem i folklorem mordowskim postawiło badaczy w trudnej sytuacji. Historyk Władimir Pietruchin uważa, że podobieństwa ugrofińskie nie unieważniają wniosku o wpływie średniowiecznych herezji dualistycznych na wczesnośredniowieczny światopogląd słowiański. Radykalny punkt widzenia wyraził historyk Michaił Brajczewski, który argumentował, że wołchwowie nigdy nie byli poganami, a ich wypowiedzi wykazują ślady wpływu bogomilizmu i paulicijanizmu. Literaturoznawca Aleksandr Wiesiełowski uważał, że bogomiłowie jedynie zaktualizowali mit ugrofiński. W przeciwieństwie do bogomilskiego przedstawienia stworzenia człowieka z ziemi i wody, opis kroniki zawiera nietypowy dla nich motyw stworzenia ze szmaty lub ręcznika kąpielowego. Jako możliwą chrześcijańską paralelę do idei szmaty Wiesiełowski i historyk-archiwista Fiedor Riazanowski przytaczają wzmiankę z apokryficznego Zwoju boskich ksiąg rozpowszechnionego w Rosji, gdzie mówi się, że słońce powstało z Szaty Pańskiej, którą Bóg rano wytarł. Riazanowski wyraził opinię, że wszystkie komentarze wołchwów mogły zostać wymyślone przez kronikarza na podstawie bizantyjskiej tradycji literackiej, ponieważ sam kronikarz nie ulegał pogaństwu. Takie stanowisko było wielokrotnie wyrażane w literaturze naukowej. Bessonow, biorąc pod uwagę dowody etnograficzne Mordwinów, uważa taki pomysł za niezwykle mało prawdopodobny. Historyk Dimitri Obolensky podzielił historię antropologiczną na dwa mity: pierwszy, o stworzeniu człowieka, który ma bogomilskie pochodzenie, i drugi, o szmacie lub ręczniku, który stał się narzędziem do stworzenia człowieka. Bessonow zgadza się z tym podziałem. Badacz uważa, że obie historie sięgają tradycji religijnej Bizancjum i Bułgarii. Uważa on, że podstawą mitu z Powieści był paulicki mit o stworzeniu człowieka, przerobiony przez ludowe chrześcijaństwo: Demiurg, wraz z upadłymi aniołami, ujrzał promienny obraz i podobieństwo Niebiańskiego Ojca i, uderzony tym pięknem, chciał stworzyć jego podobieństwo. Tak powstał człowiek. Ale był słaby, nie mógł stać na nogach i czołgał się jak robak. Ojciec Niebieski zlitował się nad człowiekiem i dał mu iskrę życia. Wtedy stał się kompletny. Bessonow uznaje ręcznik jako ludową reinterpretację Mandyliona. Tak więc, zgodnie z Powieścią o Obrazie Nie Ludzką Ręką Uczynionym, twarz Chrystusa została odciśnięta na ręczniku, gdy Jezus otarł pot podczas modlitwy w Ogrodzie Getsemani. Obmycie w wannie prawdopodobnie wywodzi się z innej wersji legendy, zgodnie z którą Chrystus obmył się wodą, a następnie wytarł się podwiką. W wersji legendy Mielnikowa mówi się, że Szatan dał człowiekowi „obraz i podobieństwo Boga”, stąd ręcznik zawierał ten obraz. Koreluje to z bizantyjskimi i słowiańskimi pismami, w których Mandylion nazywany jest obrazem i podobieństwem Jezusa Chrystusa. Wycieranie osoby ręcznikiem może być przeróbką legendy o królu Abgarze, który został uzdrowiony, gdy nałożył Mandylion na swoje ciało. W rezultacie Bessonow charakteryzuje pogląd wołchwów jako złożoną mieszankę wierzenia paulicijawskiego, ludowej ortodoksji i pogaństwa. Sami wołchwowie byli zaangażowani jedynie w poszukiwanie czarownic, a ich starcie z Janem Wyszatyczem było jedynie kolizją administracyjną. Filolog Jewgienij Aniczkow uważał, że światopogląd wołchwów opierał się na wierzeniach ugrofińskich, a kronikarz wiedział o wołchwach więcej, niż podał. Kronikarz, zaczynając opowiadać o ugrofińskich przedstawieniach, nagle „gwałtownie przerywa, dokładnie przypomniawszy sobie, że nie należy informować o takich rzeczach, kończy opowieść typu bogomolskiego”. W rezultacie pod piórem kronikarza wołchwowie okazują się nierealistycznymi bogomiłami, oddającymi cześć Antychrystowi i Szatanowi, takimi, jakich potrzebowali ich prawosławni przeciwnicy. Przyczynę takiego wyimaginowanego przedstawienia wołchwów Aniczkow upatrywał w niezrozumienu przez kronikarza XI-wiecznego pogaństwa, podczas gdy o heretykach chrześcijańskich wiedziano, co i jak powiedzieć.
Sam mit Powieści jest dualistyczny. W związku z tym Afanasjew, później wspierany przez M. Nikiforowskiego, oświadczył, że mit jest słowiański, a pod Bogiem i Szatanem kryją się odpowiednio Białobóg i Czarnobóg. Dualizm nie jest jednak charakterystyczny dla religii słowian, a istnienie tych słowiańskich bogów zostało zakwestionowane.
Pisarz Nikołaj Polewoj dostrzegł w micie wpływy skandynawskie. Tak więc mit antropogoniczny skandynawów opowiadał o tym, jak pierwsi ludzie pojawili się z potu olbrzyma Ymira. Aleksandr Karpow podkreśla jednak niepoprawność porównań. Z potu Ymira pojawiły się jotuny, a ludzie wyłonili się z drzew rzuconych na brzeg morza.
Aby udowodnić słowiańskie pochodzenie mitu, Afanasjew przytoczył podobną opowieść ludową z serbskiej bajki opublikowanej przez folklorystę Karela Jaromíra Erbena, że Bóg chodził po białym świecie, dotarł do ziemi, spocił się ze zmęczenia, a kropla boskiego potu spadła na ziemię, ożyła i uformowała pierwszego człowieka. Idea, że pot świętej istoty daje życie, jest również obecna wśród Bułgarów. Według ich wierzeń, pszczoły pojawiły się z potu Chrystusa. Historyk Igor Danilewski zauważa, że innym mitem podobnym do tego z Powieści jest opowieść staroruskiego dzieła Słowo o wdmuchnięciu ducha w człowieka z XII–XIII w., zachowana w spisie z końca XV – początku XVI w. Fragment:

Wszechmogący, sam nieśmiertelny i wieczny, Stwórca niezniszczalnego, czerpie swój nieśmiertelny oddech. Albowiem On „tchnął w niego [człowieka] ducha żywota, i stał się człowiek duszą żywą”. Także nie Rod siedzący w powietrzu, miotający na ziemię grudy, i w tym rodzą się dzieci, i inaczej: aniołowie noszą duszę [po śmierci], albo inaczej: za innych ludzi lub aniołów Bóg wyda sąd, jak głoszą niektórzy heretycy z ksiąg Saracenów i przeklętych Bułgarów. Wszystkiego bowiem jest stwórcą Bóg, a nie Rod.

Afanasjew zbliżył Roda do Peruna i zinterpretował słowo grudy jako „kamienie”. Badacz doszedł do wniosku, że mit zapisany w Słowie pierwotnie wyglądał następująco: Perun bije młotem w skały, a z odłamków kamieni tworzą się olbrzymy. Hipoteza Afanasjewa dotycząca słowiańskiego kontekstu wydarzeń buntu, mitu Peruna i pocącego się boga nie doczekała się dalszego konsekwentnego rozwinięcia. Archeolog Boris Rybakow uważał, że słowo grudy oznacza krople deszczu, z czym zgodził się archeolog Leo Klejn. Wzmianka o Bułgarach w tekście może wskazywać na bogomilskie pochodzenie potępionych przedstawień.

## Późniejsze motywy biblijne
W folklorze słowiańskim, w szczególności wśród Słowian wschodnich, najbardziej rozpowszechnione są mity antropogoniczne, które sięgają bezpośrednio do biblijnego mitu o stworzeniu człowieka z ziemi i gliny. Jednocześnie motyw udziału Szatana w stworzeniu człowieka jest wśród Słowian wschodnich bardziej popularny niż sama obecność Boga. I tak, w rosyjskich legendach Szatan rości sobie prawo do władzy nad człowiekiem, ponieważ został on stworzony z ziemi, którą wziął z dna oceanu. Bułgarskie legendy twierdzą, że Bóg stworzył człowieka z ziemi zmieszanej z jego śliną. To właśnie z tej śliny pochodzi sperma. Inna bułgarska legenda mówi, że Bóg tworzył ludzi tak, jak garncarz tworzy garnki. Po obiedzie Bóg zobaczył, że praca idzie powoli i w pośpiechu zaczął formować ludzi, czyniąc ich kulawymi, chorymi, dumnymi, upartymi itp. W ukraińskim micie Bóg ulepił penisa mężczyzny z kawałka gliny, aby wypędzić go z raju.
Mit, zapisany w Rosji i Bułgarii, mówi, że Bóg stworzył człowieka z gliny i poszedł do nieba po jego duszę, zostawiając psa, który nie ma jeszcze skóry, jako strażnika. W tym czasie Szatan kusi psa skórą lub chlebem, a następnie pluje na człowieka. Po powrocie Bóg wywraca człowieka na lewą stronę, a z powodu plucia na jego wnętrze, człowiek staje się podatny na choroby. Według innych wersji diabeł przebił człowieka palcem lub szydłem, aby dusza nie została w nim zatrzymana. Bóg zatkał wszystkie otwory ziołami, które stały się lecznicze, z wyjątkiem jednej, z której dusza wychodzi po śmierci (Bułgaria). W innej wersji Szatan szturchnął człowieka kijem i wpuścił 70 dolegliwości. Pierwszy człowiek, Adam, jest przedstawiany w bułgarskim i staroruskim apokryfie Opowieść o drzewie krzyżowym jako olbrzym, w którym mogło zmieścić się 300 mężczyzn. W ukraińskiej legendzie pierwsi ludzie byli gigantami, którzy pozostawili ślady stóp na kamieniach (kamienie śladowe – petroglify w kształcie ludzkiej stopy). Po upadku człowieka, kamienie zostały wciśnięte w stopy, stąd człowiek ma na nich dziurę. Inna legenda mówi, że Szatan postanowił stworzyć człowieka na podobieństwo Boga, ale otrzymał wilka. Bóg ożywił wilka, a ten ugryzł diabła. Od tego czasu diabły kuleją. W legendzie irkuckiej Szatan formuje posąg człowieka z ziemi za pomocą śliny, ale nie może sprawić, by wstał. Bóg namaścił usta stworzenia śliną i tchnął ducha w człowieka, a ten ożył.
W większości mit o stworzeniu kobiety powtarza biblijny mit o stworzeniu Ewy z żebra Adama. Również w wielu legendach antropologicznych glinę zastępuje ciasto i nieudana próba stworzenia z niego człowieka. Tak więc w rosyjskiej legendzie Bóg stworzył Ewę z ciasta, ale została ona zjedzona przez psa, ponieważ Archanioł Michał, strzegący suszących się ciał ludzi, spojrzał na coś innego. Potem Ewa została stworzona z kwiatu, ale Adam zaprotestował i chciał mieć żonę taką jak on. Wtedy Bóg wziął żebro blisko serca Adama, aby nowa Ewa kochała swojego męża. Wyjął żebro i położył je w pobliżu drzewa, aby wyschło. Obok przebiegł pies i zaczął gryźć kość. Bóg zabrał kość i stworzył Ewę. W innej wersji zamiast psa pojawia się diabeł i ucieka przed Bogiem, ale Bóg dogania go i chwyta za ogon, odrywając go. Bóg pomylił ogon z żebrem, a diabeł uciekł z żebrem. Z ogona diabła Bóg stworzył Ewę, więc wszystkie kobiety są przebiegłe, a diabły są cwane. W innej wersji Bóg stworzył Ewę z ogona psa, dlatego kobiety tak dużo mówią, ponieważ machają językiem jak psim ogonem (południowi i wschodni). W ukraińskiej legendzie Adam został stworzony z ciasta, ale został zjedzony przez psa. Następnie Adam został uformowany z gliny.
Istnieje również ludowe przekonanie, że mężczyzna i kobieta byli pierwotnie połączeni, ale Szatan oderwał kobietę, tak że u obu pozostała tylko część genitaliów. Od tego czasu ludzie dążą do ponownego połączenia, z czego rodzą się dzieci.
Zachodnioukraińska legenda mówi, że Bóg przeklął Ewę, aby rodziła w agonii, a po śmierci nosiła jajka tylu ludzi, ilu rodzi się na ziemi. Bóg przeciął jaja na pół i rzucił je na ziemię: z jednej połowy urodzili się chłopcy, a z drugiej dziewczynki. Niektóre połówki pierwszych ludzi wpadły do bagna lub wąwozu i tam zginęły. Dlatego niektórzy ludzie są samotni.
W słowiańskiej kulturze ludowej grdyka nazywana jest jabłkiem Adama, zakazanym owocem, który połknął Adam. Utknął on w jego gardle, tworząc grdykę. Ewa po połknięciu owocu poczuła pociąg do Szatana. Ze związku z Szatanem narodził się Kain, ze związku z Adamem narodził się Abel. W rezultacie wszyscy bałwochwalcy pochodzą od Kaina. Według innej wersji, ze związku z Szatanem rodzi się potomek z dwunastoma lub siedmioma głowami, z których tylko jedna jest ludzka, a pozostałe są zwierzęce. Szatan obiecuje Adamowi zjedzenie dodatkowych głów, jeśli ten odda mu całe swoje ziemskie potomstwo.
Jednym z popularnych motywów folklorystycznych wśród słowian jest motyw zrogowaciałej skóry ludzi, która pokrywała ich przed upadkiem. Tak więc w rosyjskiej legendzie po odpadnięciu zrogowaciałej skóry Adam prosi o pozostawienie części wiecznej skóry na swoich palcach jako pamiątkę utraconej nieśmiertelności. W jednym z bułgarskich wariantów Adam i Ewa byli pokryci włosami przed upadkiem. Podobna opowieść o zrogowaciałej skórze jest powszechna wśród Bałtów. Historyk Siergiej Aleksiejew uważa, że ten motyw ludowy jest pochodzenia prasłowiańskiego i pierwotnie był rozumiany w ten sposób, że skóra chroniła ludzi, ale nie pozwalała na reprodukcję, a z powodu chęci pozostawienia potomstwa ludzie tracili swoją obronę. Mit ten mógł zostać zapożyczony przez Bałtosłowian ze wschodu, od ludów z rodziny uralskiej, który jest tam szeroko rozpowszechniony i pozbawiony jakichkolwiek odniesień biblijnych.